# Bouvières
Bouvières là một xã thuộc tỉnh Drôme trong vùng Auvergne-Rhône-Alpes đông nam nước Pháp. Xã Bouvières nằm ở khu vực có độ cao từ 540-1577 mét trên mực nước biển.